# 団地妻
団地妻（だんちづま）とは、日本の団地（企業の社宅を含む集合住宅）に入居している主婦のことである。
現実社会における団地妻の実態については外部から窺い知ることのできない部分が多い。しかし、団地妻という形象は、実際の主婦についてよりも、主婦同士の織りなす人間関係を描いた昼ドラの定番的テーマとして、あるいはポルノ作品や官能小説などで描写される、夫の留守中に不倫するといったほぼクリシェと化したイメージのように、フィクションの世界で独特のイメージを形成している。

## 由来
団地妻という言葉が淫靡なイメージで扱われたことは以前から存在した。しかし、ロマンポルノのブランド化により、夫の浮気や妻の火遊びのような新しい印象が付与された。
これが生まれた背景としては当時の社会情勢がある。当時の日本は高度経済成長期であり、地方の若者は職を求めて都市部に流入し多くはサラリーマンとなったが、都市部では急速な人口増加により深刻な住宅難が発生した。それを解消するため、1960年代には日本住宅公団により当時としては良質な団地が大量に供給され、そういった団地は当時の庶民にとり憧れの存在であった。こういった事情から結婚した中流サラリーマンの夫婦が最初に住むところといえば団地であった。そして夫は企業戦士となって猛烈に働き、妻は専業主婦として暮らしていた。このため、「会社員の夫は仕事一筋で構ってくれない。そこで夫が仕事に出かけている昼下がり、専業主婦の人妻が暇と寂しさと情欲をもてあまして、団地にやってきた男と密かに不倫に走る」という設定に現実感があったのである。
その後も『団地妻』シリーズは製作され続けたが、時が経つと共に住民の高齢化もあってイメージが合わなくなったのか、1979年を最後にシリーズは終了した。現在においては団地の多くは老朽化し住民も高齢化しており、上記のイメージとは違っているが、「団地妻」という形象そのものはクリシェとして残っている。

## イメージ
フィクションにおいて「団地妻」は次のようなイメージで描かれることが多い。
- 集合住宅に住む夫婦で、妻はごく平凡な専業主婦である。
- 夫は仕事に忙しいため妻に構ってくれない。結果として妻は性的に欲求不満を感じている。
- 都会の生活になじめていない、あるいは近所付き合いが乏しい、夫が相談相手になってくれない、などの理由から、妻は孤独を感じている。
- 専業主婦としての単調な生活に飽き、また社宅の場合は社員の奥さん同士の人間関係に疲れ、閉塞感を抱いている。また、夫を仕事に子供を学校に送り出し、午前中に家事を終えると、午後（昼下がり）は暇をもてあましている。このため妻は変化や刺激を欲している。
- そんなところにやってきた男（例として配達員、作業員、営業マン、クリーニング屋、新聞屋、出前で来た従業員など）に迫られた挙句に関係を持ってしまう。

## 作品
- 日活ロマンポルノ『団地妻』シリーズ（1971年 - 1979年、計20作品）[7]
  - 『団地妻 昼下りの情事』（1971年）[7]
  - 『団地妻 しのび逢い』（1972年）[7]
  - 『団地妻 忘れ得ぬ夜』（1972年）[7]
  - 『団地妻 昼下りの悶え』（1972年）[7]
  - 『団地妻 女ざかり』（1972年）[7]
  - 『団地妻　夺われた夜』（1973年）[7]
  - 『団地妻 女の匂い』（1973年）[7]
  - 『団地妻 火遊び』（1973年）[7]
  - 『団地妻 昼下りの誘惑』（1974年）[7]
  - 『新・団地妻 けものの昼下り』（1974年）[7]
  - 『新・団地妻 売春グループ13号館』（1975年）[7]
  - 『新・団地妻 ブルーフィルムの女』（1975年）[7]
  - 『新・団地妻 夫婦交換』（1975年）[7]
  - 『団地妻 肉体金融』（1976年）[7]
  - 『団地妻 (秘)出張売春』（1976年）[7]
  - 『団地妻 雨やどりの情事』（1977年）[7]
  - 『団地妻 犯された肌』（1977年）[7]
  - 『団地妻 二人だけの夜』（1978年）[7]
  - 『団地妻 狙われた寝室』（1979年）[7]
  - 『団地妻 肉欲の陶酔』（1979年）[7]
- 『団地妻の誘惑』（1983年） - アダルトゲーム黎明期の作品のひとつ。
- TBS『金曜日の妻たちへ』（1983年 - 1985年） - 不倫を題材としたドラマで当時社会現象ともなった。

ほか多数

## 関連文献
- 大山顕、佐藤大、速水健朗「団地妻はいかに生まれしか」『団地団　～ベランダから見渡す映画論～』キネマ旬報社、2012年。ISBN 9784873763866。
- 寺脇研「団地妻シリーズの衝撃」『成人映画の時代』光文社〈光文社新書メールマガジン〉、2010年12月。